# Ballerina (Schuh)

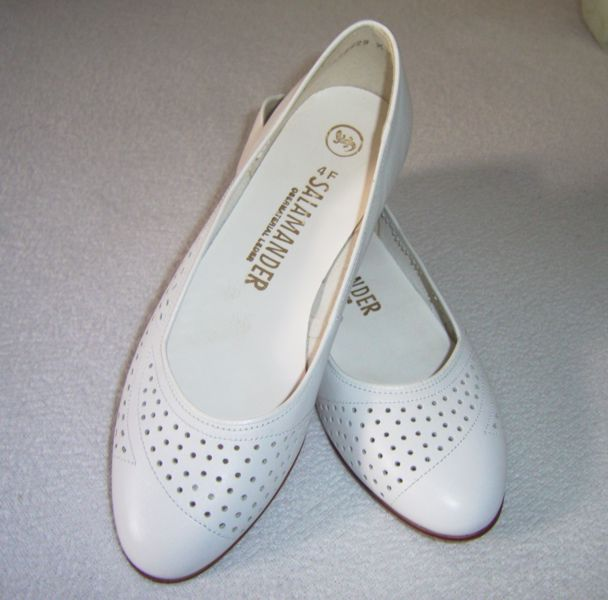
Ballerinas der Marke Salamander

Der Ballerina (ital. ballerina; zu dt. „Tänzerin“) ist ein klassisches flaches Schlupfschuhmodell, das seinen Namen der optischen Ähnlichkeit mit den im Ballett üblichen Spitzenschuhen und Schläppchen verdankt. Immer häufiger wird auch im Deutschen der aus dem Englischen stammende Begriff Flats verwendet. 
Der Ballerina (auch: Ballerinaschuh) ist ein von Salvatore Capezio Ende des 19. Jahrhunderts in New York entwickeltes Schuhmodell (1952 erhielt er dafür den Coty American Fashion Critics' Award). 1941 wurde der Ballerinaschuh von Claire McCardell in die Kollektion aufgenommen und so der Öffentlichkeit bekannt. 1949 erreichte das Damenschuhmodell allgemeine Bekanntheit durch eine Abbildung auf dem Titelblatt der Vogue. Brigitte Bardot und Audrey Hepburn trugen diese Schuhe auf der Leinwand und sorgten für einen Trend dieses Schuhmodells. 
Ballerinas werden in der Regel von Frauen und Mädchen getragen, aber auch verstärkt von Männern und nicht binären Personen. Sie betonen den Fußrücken und verlängern damit die ästhetische Beinlinie. Zudem bieten sie im Gegensatz zu den meisten Sandalenmodellen die Möglichkeit, auch in der warmen Jahreszeit die Zehen zu bedecken.
Mittlerweile sind Ballerinas auch in vielfältigen Varianten als Barfußschuh erhältlich.

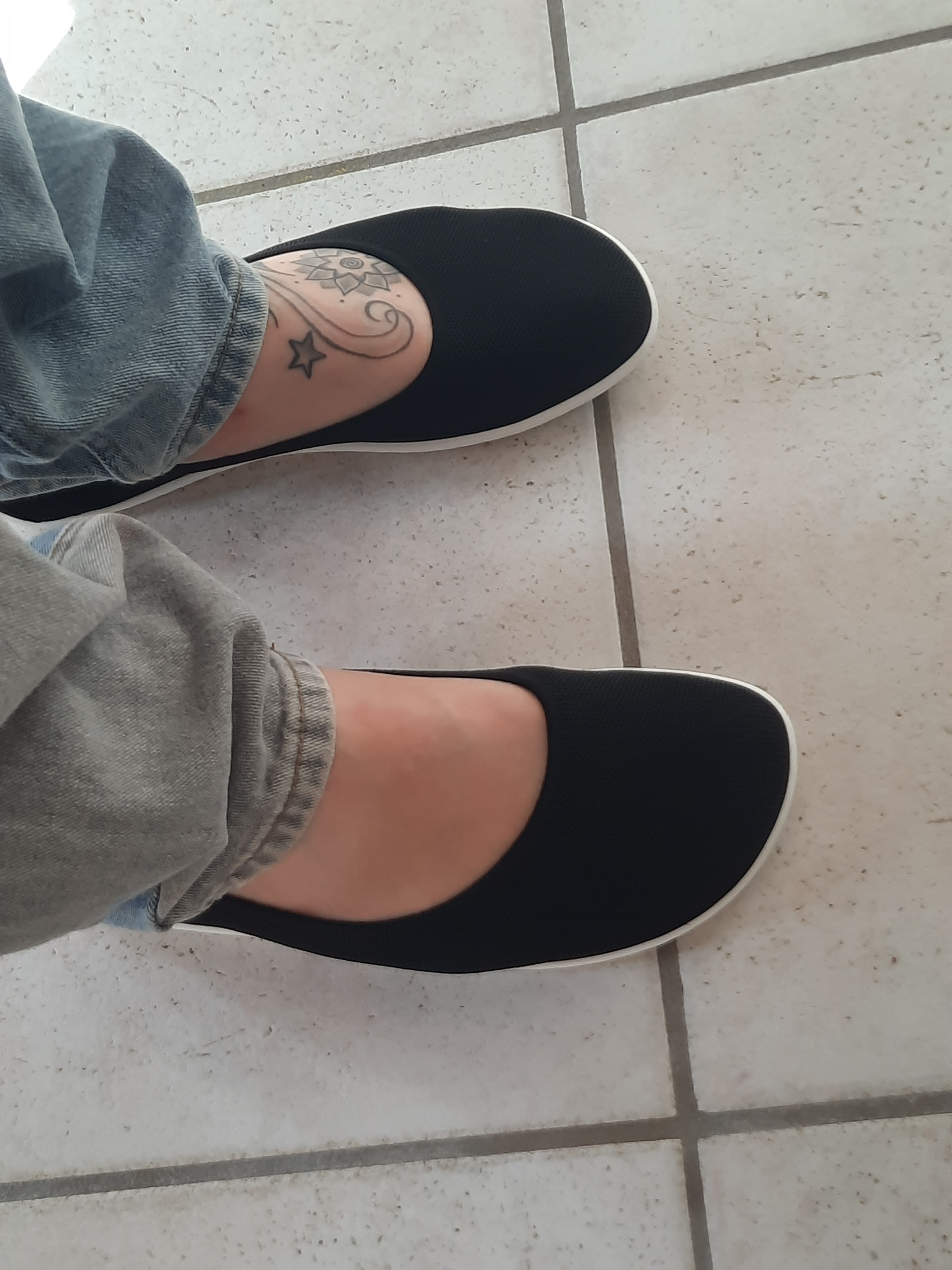
Ballerinas als Barfußschuh